# قبرديون
القبرطاي أو القبردي هم إحدى شعوب القوقاز الشمالي، وإحدى قبائل الأديغة الإثني عشر. يتحدثون باللغة القبردية التي تعتبر إحدى اللغات القوقازية المنحدرة من مجموعة اللغات الشركسية.

## توزيع جغرافي (سنة 2011)
- تركيا: 1,035,000 نسمة
- روسيا: 528,000 نسمة (بشكل رئيسي في قبردينو - بلقاريا)
- الأردن: 100,000 نسمة
- سوريا: 42,000 نسمة (قرية بئر عجم)
- السعودية: 23,000 نسمة
- الولايات المتحدة الأمريكية: 3,600 نسمة
- إسرائيل: 3,200 نسمة (فلسطينيون)
- ألمانيا: 2,100 نسمة
- أوزبكستان: 1,300 نسمة
- أوكرانيا: 400 نسمة
- مصر: 100نسمة

1. 1 2 3 4 5 6 7  وصلة مرجع: http://www.joshuaproject.net/countries.php?rog3=TU. مسار الأرشيف: https://web.archive.org/web/20190719221707/https://joshuaproject.net/countries.php%3Frog3%3DTU. تاريخ الأرشيف: 19 يوليو 2019.
2. 1 2 3 4 5 6 7  وصلة مرجع: https://rosstat.gov.ru/storage/mediabank/Tom5_tab1_VPN-2020.xlsx.
3. 1 2 3 4 5 6 7  وصلة مرجع: http://www.gks.ru/free_doc/new_site/perepis2010/perepis_itogi1612.htm. مسار الأرشيف: https://web.archive.org/web/20200430211642/https://www.gks.ru/free_doc/new_site/perepis2010/perepis_itogi1612.htm. تاريخ الأرشيف: 30 أبريل 2020.